# The Exorcist (phim truyền hình)
The Exorcist (Tựa đề Việt: Quỷ ám) là một bộ phim truyền hình, kinh dị Mỹ đã ra mắt trên Fox vào ngày 23 tháng 9 năm 2016. Bộ phim có sự góp mặt của Alfonso Herrera, Ben Daniels và Geena Davis, và dựa trên tiểu thuyết cùng tên của William Peter Blatty. Một phần tiếp theo của bộ phim năm 1973 cùng tên. [2] Bộ phim được công chiếu vào ngày 10 tháng 5 năm 2016.
Vào ngày 12 tháng 5 năm 2017, Fox ra mắt bộ phim cho mùa thứ hai, có tựa đề The Next Chapter, được công chiếu vào ngày 29 tháng 9 năm 2017.

## Diễn viên

### Vai chính
- Alfonso Herrera vai Cha Tomas Ortega
- Ben Daniels vai Cha Marcus Keane
- Hannah Kasulka vai Casey Rance (mùa 1;khách mời mùa 2)
- Brianne Howey vai Katherine "Kat" Rance (mùa 1)
- Kurt Egyiawan vai Cha Devon Bennett
- Alan Ruck vai Henry Rance (mùa 1)
- Geena Davis vai Angela Rance / Regan MacNeil (mùa 1)
- Zuleikha Robinson vai Mouse (mùa 2)
- Li Jun Li vai Rose Cooper (mùa 2)
- Brianna Hildebrand vai Verity (mùa 2)
- John Cho vai Andrew "Andy" Kim (mùa 2)

### Recurring
- Robert Emmet Lunney vai The Salesman / Captain Howdy / Pazuzu (mùa 1)
- Mouzam Makkar vai Jessica (mùa 1)
- Kirsten Fitzgerald vai Maria Walters
- David Hewlett lồng tiếng cho con quỷ / Pazuzu
- Sharon Gless vai Chris MacNeil[7] (mùan 1)
- Camille Guaty vai Olivia (mùa 1)
- Deanna Dunagan vai Mother Bernadette (mùa 1)
- Torrey Hanson vai Cardinal Guillot
- Francis Guinan vai Simon the priest (mùa 1)
- Cyrus Arnold vai David "Truck" Johnson III (mùa 2)
- Hunter Dillon vai Caleb (mùa 2)
- Alex Barima vai Shelby (mùa 2)
- Amélie Eve vai Grace (mùa 2)
- Christopher Cousins vai Peter Osborne (mùa 2)[8]
- Alicia Witt vai Nicole Kim (mùa 2)
- Zibby Allen vai Cindy (mùa 2)
- Beatrice Kitsos vai Harper Graham (mùa 2)

## Số tập

### Tổng quan
| Mùa | Mùa | Số tập | Số tập | Phát sóng gốc       | Phát sóng gốc        | Xếp hạng | Khán giả (triệu) |
| Mùa | Mùa | Số tập | Số tập | Phát sóng lần đầu   | Phát sóng lần cuối   | Xếp hạng | Khán giả (triệu) |
| --- | --- | ------ | ------ | ------------------- | -------------------- | -------- | ---------------- |
|     | 1   | 10     | 10     | 23 tháng 9 năm 2016 | 16 tháng 12 năm 2016 | 127      | 3.15             |
|     | 2   | 10     | 10     | 29 tháng 9 năm 2017 | 15 tháng 12 năm 2017 | TBA      | TBA              |

### Mùa 1 (2016)
| TT. tổng thể | TT. trong mùa phim | Tiêu đề                                        | Đạo diễn       | Biên kịch                             | Ngày phát hành gốc   | Mã sản xuất | Người xem tại U.S. (triệu) |
| ------------ | ------------------ | ---------------------------------------------- | -------------- | ------------------------------------- | -------------------- | ----------- | -------------------------- |
| 1            | 1                  | "Chapter One: And Let My Cry Come Unto Thee"   | Rupert Wyatt   | Teleplay and Story by : Jeremy Slater | 23 tháng 9 năm 2016  | 1AZP01      | 2.85                       |
| 2            | 2                  | "Chapter Two: Lupus in Fabula"                 | Michael Nankin | Heather Bellson                       | 30 tháng 9 năm 2016  | 1AZP02      | 1.98                       |
| 3            | 3                  | "Chapter Three: Let 'Em In"                    | Michael Nankin | Dre Ryan                              | 7 tháng 10 năm 2016  | 1AZP03      | 1.95                       |
| 4            | 4                  | "Chapter Four: The Moveable Feast"             | Craig Zisk     | Adam Stein                            | 14 tháng 10 năm 2016 | 1AZP04      | 1.97                       |
| 5            | 5                  | "Chapter Five: Through My Most Grievous Fault" | Jason Ensler   | David Grimm                           | 21 tháng 10 năm 2016 | 1AZP05      | 1.87                       |
| 6            | 6                  | "Chapter Six: Star of the Morning"             | Jennifer Phang | Laura Marks                           | 4 tháng 11 năm 2016  | 1AZP06      | 1.83                       |
| 7            | 7                  | "Chapter Seven: Father of Lies"                | Tinge Krishnan | Charise Castro Smith                  | 11 tháng 11 năm 2016 | 1AZP07      | 1.61                       |
| 8            | 8                  | "Chapter Eight: The Griefbearers"              | Louis Milito   | Marcus Gardley                        | 18 tháng 11 năm 2016 | 1AZP08      | 1.67                       |
| 9            | 9                  | "Chapter Nine: 162"                            | Bill Johnson   | Franklin Jin Rho & Jeremy Slater      | 9 tháng 12 năm 2016  | 1AZP09      | 1.66                       |
| 10           | 10                 | "Chapter Ten: Three Rooms"                     | Jason Ensler   | Jeremy Slater                         | 16 tháng 12 năm 2016 | 1AZP10      | 1.75                       |

### Mùa 2 (2017)
| TT. tổng thể | TT. trong mùa phim | Tiêu đề                                | Đạo diễn                  | Biên kịch                     | Ngày phát hành gốc   | Mã sản xuất | Người xem tại U.S. (triệu) |
| ------------ | ------------------ | -------------------------------------- | ------------------------- | ----------------------------- | -------------------- | ----------- | -------------------------- |
| 11           | 1                  | "Janus"                                | Jason Ensler              | Heather Bellson               | 29 tháng 9 năm 2017  | 2AZP01      | 1.58                       |
| 12           | 2                  | "Safe as Houses"                       | Deran Sarafian            | Adam Stein                    | 6 tháng 10 năm 2017  | 2AZP02      | 1.36                       |
| 13           | 3                  | "Unclean"                              | Ti West                   | Manny Coto                    | 13 tháng 10 năm 2017 | 2AZP03      | 1.35                       |
| 14           | 4                  | "One for Sorrow"                       | So Yong Kim               | Rebecca Kirsch                | 20 tháng 10 năm 2017 | 2AZP04      | 1.23                       |
| 15           | 5                  | "There but for the Grace of God, Go I" | Alex Garcia Lopez         | Alyssa Clark                  | 3 tháng 11 năm 2017  | 2AZP05      | 1.45                       |
| 16           | 6                  | "Darling Nikki"                        | Jason Ensler              | Franklin Jin Rho & Adam Stein | 10 tháng 11 năm 2017 | 2AZP06      | 1.27                       |
| 17           | 7                  | "Help Me"                              | Steven A. Adelson         | David Grimm                   | 17 tháng 11 năm 2017 | 2AZP07      | 1.33                       |
| 18           | 8                  | "A Heaven of Hell"                     | Meera Menon               | Heather Bellson & M. Willis   | 1 tháng 12 năm 2017  | 2AZP08      | 1.18                       |
| 19           | 9                  | "Ritual & Repetition"                  | Elizabeth Allen Rosenbaum | Sean Crouch                   | 8 tháng 12 năm 2017  | 2AZP09      | 1.15                       |
| 20           | 10                 | "Unworthy"                             | Jason Ensler              | Jeremy Slater                 | 15 tháng 12 năm 2017 | 2AZP10      | 1.28                       |

## Giải thưởng và đề cử
| Năm  | Giải thưởng                                 | Thể loại                                                                     | Đề cử                                               | Kết quả   |
| ---- | ------------------------------------------- | ---------------------------------------------------------------------------- | --------------------------------------------------- | --------- |
| 2016 | BloodGuts UK Horror Awards                  | Chương trình truyền hình hay nhất                                            | Morgan Creek Entertainment Group (Công ty sản xuất) | Đề cử     |
| 2017 | American Society of Cinematographers Awards | Thành tích xuất sắc trong quay phim trong phim / phim truyền hình / phi công | Alex Disenhof                                       | Đề cử     |
| 2017 | Fangoria Chainsaw Awards                    | Nữ diễn viên truyền hình xuất sắc nhất                                       | Geena Davis                                         | Đề cử     |
| 2017 | Fangoria Chainsaw Awards                    | Loạt phim truyền hình hay nhất                                               | The Exorcist                                        | Đề cử     |
| 2017 | Fangoria Chainsaw Awards                    | Diễn viên phụ truyền hình xuất sắc nhất                                      | Ben Daniels                                         | Đề cử     |
| 2017 | People's Choice Awards                      | Phim truyền hình mới được yêu thích                                          | The Exorcist                                        | Đề cử     |
| 2017 | Saturn Awards                               | Phim truyền hình kinh dị hay nhất                                            | The Exorcist                                        | Đề cử     |
| 2017 | Imagen Foundation Awards                    | Nam diễn viên xuất sắc nhất - Truyền hình                                    | Alfonso Herrera                                     | Đề cử     |
| 2017 | Cine Awards                                 | Nam diễn viên phụ xuất sắc nhất trong một bộ phim truyền hình                | Ben Daniels                                         | Đoạt giải |
| 2017 | Cine Awards                                 | Loạt phim truyền hình hay nhất                                               | The Exorcist                                        | Đề cử     |
| 2017 | Cine Awards                                 | Diễn viên đột phá xuất sắc nhất                                              | Hunter Dillon                                       | Đề cử     |
| 2018 | Bloody Disgusting Reader's Choice Awards    | Nam diễn viên xuất sắc nhất - Truyền hình                                    | Alfonso Herrera                                     | Đoạt giải |